# 댜오이난
댜오이난(중국어: 刁亦男, 병음: Diāo Yìnán, 한자음: 조역남, 1969년 11월 30일 ~ )은 중국의 영화 감독이다. 영화 백일염화의 감독으로 2014년 황금곰상을 수상했다.
시안시에서 태어났다.

## 영화
- 더 와일드 구스 레이크 (2019년)
- 애쉬 (2018년)
- 백일염화 (2014년)
- 야간 열차 (2007년)
- 방직성 경찰 (2003년)
- 주도저 (2001년)
- 샤워 (1999년)
- 스피이시 러브 수프 (1998년)